# TC Blau-Weiss Neuss
Der TC Blau-Weiss Neuss e. V. ist ein Tennisverein, der im Neusser Stadionviertel beheimatet ist. In der Anlage des dortigen Jahnstadions trägt die Herrenmannschaft seit 1979 in der 1. Tennis-Bundesliga ihre Heimspiele aus – wie auch die weiteren Mannschaften des Vereins.

## Vereinsgeschichte
Nachdem die Militärregierung Ende Februar 1946 Sportvereine wieder genehmigt hatte, wurde am 13. März 1946 der TC Blau-Weiss Neuss gegründet. Nach seinem zehnjährigen Bestehen zog der Verein ins Jahnstadion und errichtete dort sein erstes Clubhaus.
Im September 1978 stieg die Herrenmannschaft in die 1. Tennis-Bundesliga auf und beendete die erste Saison als Deutscher Vizemeister. Ab 1983 wurde der TC sieben Mal in Folge Deutscher Meister. Zwischen dem 30. Juni und 4. Juli war Blau-Weiss Neuss Gastgeber des Europapokals der Landesmeister. 1982 wurde die Herrenmannschaft Europapokalsieger. In der Saison 2016 stieg die Herrenmannschaft des TC Blau-Weiss Neuss in die 2. Bundesliga ab.